# Los Bassals
Los Bassals és un indret del terme municipal de Gavet de la Conca, a l'antic terme de Sant Salvador de Toló, al Pallars Jussà, en territori entre els pobles de Sant Salvador de Toló i de Toló.
Es tracta del vessant oriental de la Serra de la Campaneta, a ponent de la carretera L-911, a l'alçada del quilòmetre 9. És al sud-est de Sant Salvador de Toló i al nord-est de Toló.